# نینا وایداچر
نینا وایداچر (انگلیسی: Nina Waidacher؛ زادهٔ ۲۳ اوت ۱۹۹۲) بازیکن هاکی روی یخ اهل سوئیس است.